# 通殿川
通殿川（つうどのがわ）は、埼玉県熊谷市を流れる荒川水系の一級河川。

## 概要
長さは3.67キロメートルで、熊谷市大字中曽根の中曽根橋を一級河川の管理起点としている。万吉地区の農業排水を集めながら埼玉県道257号冑山熊谷線および和田吉野川の左岸堤防に沿う形で東へ流れ、熊谷市津田にある通殿川排水機場の先の荒川河川区域内（荒川堤外地）で和田吉野川に合流する。この排水機場は長雨による通殿川の内水氾濫の防止の観点から設けられたものである。周囲は主に水田などの農地である。

## 橋梁
- 中曽根橋 - 管理起点
- 中曽根上橋
- あいの田橋
- 中曽根下橋
- 新田橋
- 船原橋
- 堰上橋（埼玉県道257号冑山熊谷線）
- 一本橋
- 人道橋
- 平成橋
- 向谷橋
- 名称不明
- 津田橋（大里比企広域農道）
- 名称不明

## 周辺
- 熊谷市立市田小学校
- 熊谷市役所大里庁舎
- 相上堤 - 江戸時代初期に水害防止を目的として築かれた控堤[3][4]。
- 桜リバーサイドパーク
- 玉作橋